# Jacob Elektronik
Jacob Elektronik (kurz JACOB) ist ein Online-Versandhändler für IT (Hardware, Software und Netzwerktechnik) und Unterhaltungselektronik mit Hauptsitz in Karlsruhe. Das Unternehmen hat Niederlassungen in Berlin, Hamburg, Leipzig, Frankfurt, Köln, München, Saarbrücken und Stuttgart und beschäftigte im Jahr 2021 336 Mitarbeiter.

## Geschichte
Das Unternehmen Jacob Elektronik GbR wurde 1990 in Karlsruher Stadtteil Durlach von Thomas Jacob als IT-Fachhändler mit regionalem Fokus gegründet. Auf die Eröffnung des ersten Ladengeschäftes mit weniger als 20 m² Verkaufsfläche in einer alten Metzgerei im Jahr 1992 folgte die Eröffnung des Jacob-Online-Shops im Jahr 2000 unter der Domain www.jacob-elektronik.de.
2005 wurden der Firmensitz und das Ladengeschäft nach Karlsruhe-Killisfeld verlegt und auf ca. 450 m² vergrößert. 2008 wurde die Rechtsform in eine GmbH überführt, alleiniger Gesellschafter blieb Thomas Jacob.
2010 verdoppelte das Unternehmen die Geschäftsfläche auf 900 m². Im Jahr 2012 begann ein weiterer Umzug im laufenden Betrieb an die aktuelle Adresse nach Karlsruhe-Hagsfeld, welcher 2014 erfolgreich abgeschlossen wurde. Hier stehen nun ca. 1800 m² Betriebsfläche zur Verfügung. Die Gründung eines Firmenkundenvertriebes im Jahre 2010 erweiterte das Geschäftsfeld auf die Betreuung von gewerblichen Kunden und brachte weiteres Wachstum.
Weiterhin wurden 2017 Vertriebsniederlassungen in Leonberg (Nähe Stuttgart) und im Jahr 2018 in Saarbrücken, Köln und Frankfurt am Main eröffnet.